# مطاعة (اسم)
مطاعة هو اسم علم مؤنث من أصل عربي، ومعناه هو من الفعل أطاع، المنفذة المتجاوبة.

## وصلات خارجية
- موسوعة السلطان قابوس لأسماء العرب